# Institut biblique de Nogent
L'Institut biblique de Nogent (IBN) est un institut de théologie évangélique interconfessionnel, fondé par Ruben et Jeanne Saillens, le 26 octobre 1921 à Nogent-sur-Marne, près de Paris, en France. L'école offre des formations de théologie évangélique.

## Histoire
L’école est fondée le 26 octobre 1921 à Nogent-sur-Marne par Ruben et Jeanne Saillens, des évangélistes baptistes, ayant fondé l’Église du Tabernacle à Paris , ,,.
Dès 1922, l'école acquiert ses bâtiments et l'école devient une maison des missions.
À partir de 1932, deux nouveaux professeurs rejoignent l'école : Jules-Marcel Nicole et Jacques Arthur Blocher. 
Dans les années 1960 une nouvelle génération de professeurs enseigne à l'IBN : Henri Blocher, Pierre Courthial, Samuel Bénétreau.
En 1965, les professeurs participent à la création de la Faculté libre de théologie évangélique de Vaux-sur-Seine.  
En 2001, sous l'impulsion de l'Alliance évangélique française et de la Fédération évangélique de France, l'Institut biblique de Nogent a accueilli une réunion des principales unions d'Églises évangéliques qui sera le prélude de la création du Conseil national des évangéliques de France en 2010.

## Programmes
L’école offre des programmes en théologie évangélique, dont un certificat et un diplôme .

## Partenaires
L’école est interconfessionnelle et a ainsi diverses confessions évangéliques partenaires .